# Vyšná Boca
Vyšná Boca és un poble i municipi d'Eslovàquia que es troba a la regió de Žilina, al centre-nord del país.

## Història
La primera menció escrita de la vila es remunta al 1850.

## Demografia
| Godina             | 1994 | 2004   | 2014   | 2024    |
| ------------------ | ---- | ------ | ------ | ------- |
| Nombre de persones | 107  | 108    | 109    | 93      |
| Diferència         |      | +0,93% | +0,92% | −14,67% |

| Godina             | 2023 | 2024   |
| ------------------ | ---- | ------ |
| Nombre de persones | 94   | 93     |
| Diferència         |      | −1,06% |